# Hiserøyna
Hiserøyna O Hisarøyna és una illa del municipi de Gulen al comtat de Vestland, Noruega. Té una superfície de 18,7 km² i es troba a uns 600 metres a l'oest del continent i a uns 2,5 quilòmetres a l'oest del poble d'Eivindvik, el centre municipal de Gulen. L'illa es troba al sud del Sognesjøen, la part més externa del Sognefjord. El 2001 hi vivien 43 persones.
La costa és rocosa i té diversos fiords que tallen l'illa. La part sud-est està dominada pel mont Veten de 313 metres d'alçada, mentre que la resta de l'illa és relativament plana, amb algunes zones de terres baixes pantanoses. La major part de l'illa no és apta per a viure-hi. Els habitants de l'illa viuen en les escasses zones agrícoles, en les localitats de Nyhammer, Straume, Stevnebø i Vilsvika.
El setembre de 2013 es va obrir una connexió de transbordador per cable que connectava Hisarøyna amb el continent. La ruta regular del transbordador triga uns 8 minuts a creuar l'estret i pot dur fins a 6 automòbils o un camió gran.